# Sangiaccato di Homs
Il Sangiaccato di Homs (in turco Homs Sancağı) era una provincia (sangiaccato o sanjak) dell'Impero ottomano, situata nell'odierna Siria. La città di Homs era il capoluogo del sangiaccato. Nel 1914 aveva una popolazione di 200410 abitanti. Il Sangiaccato di Homs condivideva la stessa regione con il Sangiaccato di Hama e il Sangiaccato di Salamiyah.